# Vidanovci
Vidanovci je naselje u slovenskoj Općini Ljutomeru. Vidanovci se nalazi u pokrajini Štajerskoj i statističkoj regiji Pomurju. 

## Stanovništvo
Prema popisu stanovništva iz 2002. godine naselje je imalo 44 stanovnika.